# Tillmann Grove
Tillmann Grove (* 9. März 1988 in Hamburg) ist ein ehemaliger deutscher Fußballspieler.

## Karriere
Grove begann seine Karriere mit 10 Jahren beim Hamburger SV. Im Seniorenbereich spielte der Verteidiger in der Regionalliga im Kader der Zweitvertretung der Hansestädter. Im Sommer 2009 wechselte Grove in die finnische Veikkausliiga zum FF Jaro aus Jakobstad, bei dem der Verteidiger zunächst einen Kontrakt bis zum Ende der Spielzeit 2009 unterschrieb. Im Dezember des Jahres verlängerten Klub und Spieler, der bis dato vier Ligapartien bestritten hatte, den Vertrag um ein weiteres Jahr bis Ende 2010, bevor Grove den Vertrag im Januar bis Saisonende 2011 verlängerte. Der beidfüßige Abwehrspieler kehrte am 7. August 2012 vom finnischen Verein FF Jaro aus der finnischen Veikkausliiga zurück, nach Deutschland und unterschrieb einen Vertrag bei Eintracht Norderstedt aus der Oberliga Hamburg. 2013 beendete er seine Fußballerlaufbahn und ist zusammen mit seinem Vater Georg für die Firma Merchandising Consulting Grove verantwortlich.